# أوسكار كريستي
أوسكار كريستي (بالإسبانية: Óscar Cristi Gallo) هو ضابط شرطة تشيلي، ولد في 29 يونيو 1916 في فالبارايسو في تشيلي، وتوفي في 25 مارس 1965.

## وصلات خارجية
- أوسكار كريستي على موقع أوليمبيديا (الإنجليزية)